# Marnix Lameire

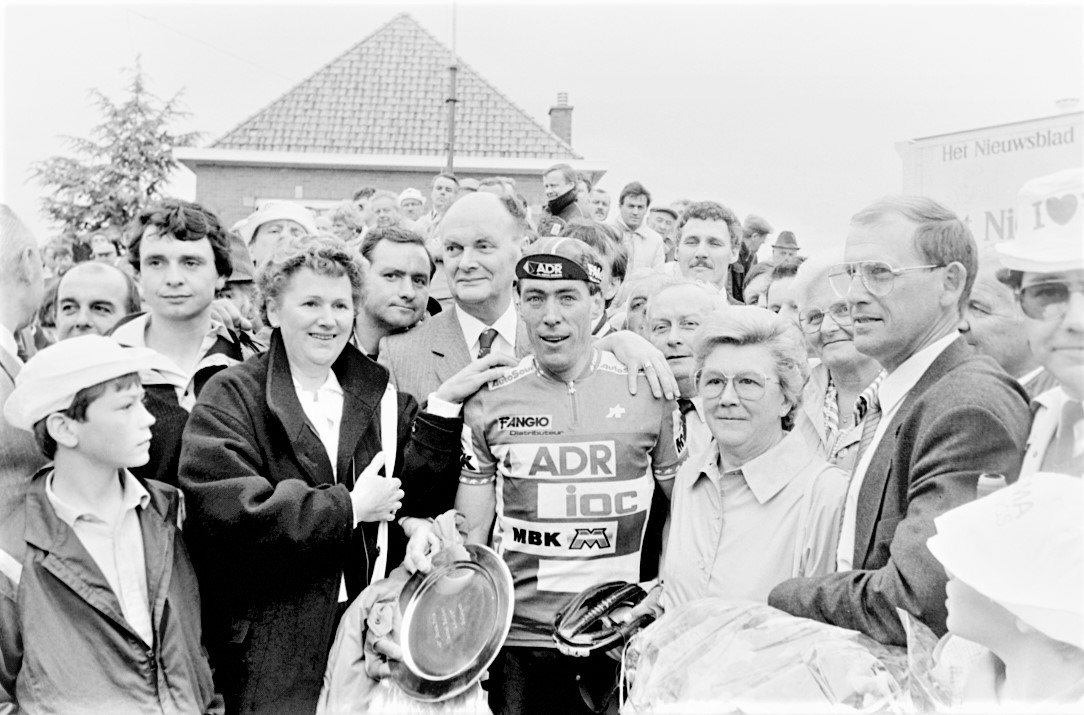
Marnix Lameire (1987)

Marnix Lameire (* 3. März 1955 in Knokke-Heist) ist ein ehemaliger belgischer Radrennfahrer.

## Sportliche Laufbahn
Lameire war im Straßenradsport und im Querfeldeinrennen (heutige Bezeichnung Cyclocross) aktiv. Als Amateur war er vor allem in Kriterien erfolgreich.
Von 1987 bis 1992 war er Berufsfahrer. Er gewann 1987 den Gullegem Koerse und das Rennen De Kustpijl (auch 1990), 1988 das Kampioenschap van Vlaanderen sowie Etappen in der Vuelta a Burgos und in der Tour of Amerika, 1989 zwei Etappen in der Vuelta a Aragón und das Eintagesrennen Omloop Schelde-Durme, 1990 den Grand Prix Raf Jonckheere, 1991 den Grand Prix Marcel Kint. Sein bedeutendster sportlicher Erfolg war der Sieg auf der 1. Etappe der Vuelta a España 1989.
Zweiter wurde Lameire 1989 im Omloop van de Vlasstreek und im Nationale Sluitingsprijs. Dritter wurde er 1987 im Scheldeprijs, 1988 in der Tour de Vendée, bei Brüssel–Ingooigem und bei Paris–Brüssel. In der Vuelta a España 1989 wurde er 141. und trug das Führungstrikot für einen Tag. Im Querfeldeinrennen startete er mehrfach bei den nationalen Meisterschaften, ohne jedoch eine vordere Platzierung zu erreichen.